# Flaid
Flaid was een Belgisch automerk dat tussen 1920 en 1921 in Luik gebouwd werd.
Het ging hier om een lichte 10/12 pk auto met een 1095 cc viercilindermotor. De auto was gebouwd met het oog op export naar Groot-Brittannië, maar ondanks een geboekte stand werd de auto nooit in Groot-Brittannië geshowed.